# Apodemus draco
Apodemus draco é uma espécie de roedor da família Muridae.
Pode ser encontrada nos seguintes países: China, Índia e Myanmar.